# François Chevalier (homme politique)
Pour les articles homonymes, voir François Chevalier et Chevalier.
L'abbé François Chevalier ou Chevallier (26 février 1733, Héric - 24 juin 1813, Saint-Lumine-de-Coutais), est un religieux et homme politique français, député du clergé aux États généraux de 1789.

## Biographie
Il est le fils de Julien Chevalier, cultivateur, et de Marie Lebastard. Orphelin dès son enfance, il quitte le collège pour revenir chez ses sœurs à Héric. L'abbé Aly le destine à la carrière ecclésiastique. Il est nommé vicaire, puis curé à Saint-Lumine-de-Coutais le 15 juin 1764. Prêtre instruit, philosophe, théologien, il est aussi jurisconsulte. 
Lors de la réunion de l'Assemblée diocésaine du clergé du second ordre, le 2 avril 1789, il est tout d'abord commissaire pour la rédaction des cahiers; puis parmi les électeurs choisis parmi les recteurs-curés. Le 22 avril 1789, il est élu député du clergé aux États généraux de 1789.
Il réside à Versailles avec Joseph Moyon et René Lebreton de Gaubert. Il rédige un journal des événements dont il fut le témoin; lors des premières séances, il donne son suffrage à ceux des membres de la droite. Il démissionne en novembre 1789 en compagnie de Joseph Moyon et François Maisonneuve. Il refuse par la suite de prêter serment à la Constitution civile du clergé.
Caché jusqu'à l'époque des guerres vendéennes, il doit quitter la région au mois de mars 1793, après l'affaire de Machecoul. Il est ensuite aumônier dans l'Armée catholique et royale d'Anjou et du Haut-Poitou. Il redevient curé officiellement au Concordat en 1801. 
Il a écrit un Traité de l'amour de Dieu, publié en 1847 à Nantes.

## Sources
- René Pocard du Cosquer de Kerviler, Recherches et notices sur les députés de la Bretagne aux États généraux et à l'Assemblée nationale constitituante de 1789, V. Forest & E. Grimaud, 1885 ;
- « François Chevalier (homme politique) », dans Adolphe Robert et Gaston Cougny, Dictionnaire des parlementaires français, Edgar Bourloton, 1889-1891 [détail de l’édition],  ;